# Fritz Fischer (médico nazi)
Fritz Ernst Fischer (Berlín, 5 de octubre de 1912 - Ingelheim am Rhein, 2003) fue un médico alemán que participó en la experimentación nazi en seres humanos en prisioneros del campo de concentración de Ravensbrück.

## Biografía
Fischer estudió medicina, primero en Bonn, luego en Berlín y Leipzig. Finalmente, se graduó en Hamburgo en 1938. Años antes, en 1934, se había unido a las SS (llegando al grado de Sturmbannführer) y fue miembro del Partido nazi desde junio de 1937.
El 1 de noviembre de 1939 fue asignado al Departamento SS del Sanatorio de Hohenlychen como médico y segundo lugarteniente. En 1940, se convirtió en médico de la 1.ª División SS Leibstandarte SS Adolf Hitler. Tras haber sido herido, regresó a Hohenlychen y trabajó en el hospital del campo de concentración de Ravensbrück como asistente quirúrgico de Karl Gebhardt. Allí, participó en experimentos quirúrgicos llevados a cabo en prisioneros del campo de concentración, abriendo heridas en las piernas y agregando bacterias peligrosas infección por bacteria, en cuatro series de a cinco presos. Luego continuó siempre con mujeres polacas.
Al finalizar la Segunda Guerra Mundial, fue procesado en el Juicio de los doctores en Núremberg, donde fue condenado a cadena perpetua. En 1951, su sentencia fue reducida a 15 años y fue liberado en marzo de 1954. Posteriormente, Fischer recuperó su licencia para practicar Medicina y empezó una nueva carrera en la compañía química Boehringer, en Ingelheim am Rhein, donde permaneció hasta su muerte en 2003.